# Flugplatz Yengema

i7
i11
i13
Der Flugplatz Yengema (englisch Yengema Airport, IATA-Code: WYE, ICAO-Code: GFYE) ist ein Flugplatz in der sierra-leonischen Bergbaustadt Yengema. Er dient vor allem zur Versorgung des Bergbaus in der Region. Linienflüge fanden und finden (Stand März 2018) nicht statt.